# کاترین (آریزونا)
کاترین (به انگلیسی: Katherine) یک منطقهٔ مسکونی در ایالات متحده آمریکا است که در آریزونا واقع شده‌است. کاترین ۱۱٫۹۷ کیلومتر مربع مساحت و ۴۴۴ نفر جمعیت دارد و ۲۰۹ متر بالاتر از سطح دریا واقع شده‌است.